# Todd Gurley
(en) Statistiques sur pro-football-reference
Todd Jerome Gurley II, né le 3 août 1994 à Baltimore, est un Américain, joueur professionnel de football américain évoluant au poste de running back et actuellement agent libre (joueur sans contrat).
Il a joué au niveau universitaire avec les Bulldogs de la Géorgie au sein de la NCAA Division I FBS. Il est ensuite sélectionné en 10e choix global lors du premier tour de la Draft 2015 de la NFL par les Rams de Saint-Louis. Cette franchise déménage à Los Angeles et est renommée les Rams de Los Angeles. Il y joue jusqu'au terme de la saison 2019 avant d'être transféré chez les Falcons.

## Sa jeunesse

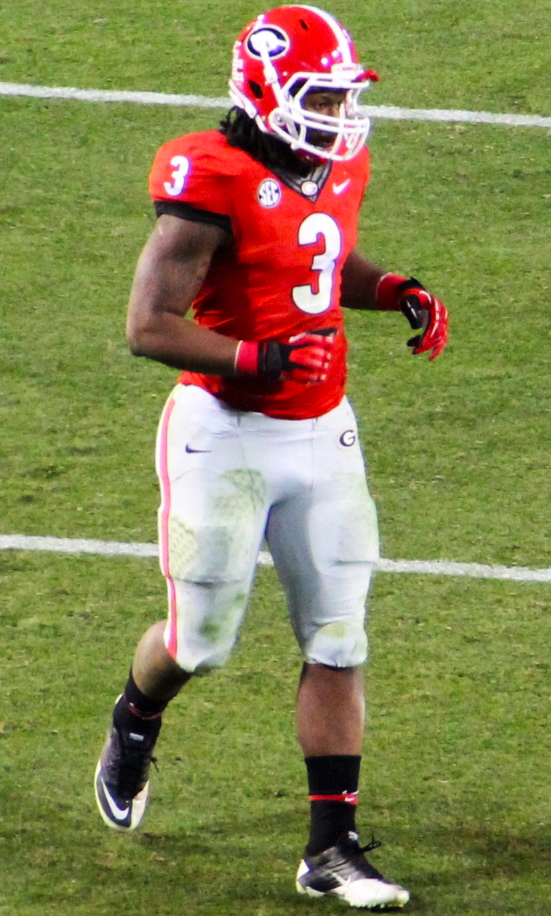
Todd Gurley sous le maillot des Bulldogs en 2013

Gurley entre au Lycée Tarboro de Tarboro en Caroline du Nord, où il est considéré comme un sportif trois étoiles en football américain, en basket-ball et en athlétisme.
Il y joue comme running back et comme defensive back pendant son année junior, totalisant 1 472 yards, inscrivant 26 TDs, effectuant 79 tacles, 1 interception et 1 fumble forcé. Il est désigné joueur offensif régional de l'année 2010 par le Rocky Mount Telegram (en).
Comme senior, en 2011, il est désigné joueur de l'année de Caroline du Nord par l'Associated Press, totalisant 2 600 yards et inscrivant 38 TDs. Gurley aide les Vikings de Tarboro à gagner le championnat de division 2A de Caroline du Nord, gagnant à la course 242 yards et inscrivant 4 TDs lors de la finale de championnat contre le Lycée Lincolntown (en).
Durant son année junior, il avait déjà gagné avec les Vikings le championnat de l'état alors que lors de son année sophomore, ils avaient perdu la finale.
Gurley était également un coureur de haies et un sprinteur hors du commun au sein de l'équipe d'athlétisme de son lycée. Il a couru avec l'équipe américaine lors des jeux mondiaux d'athlétisme 2011 de jeunes lors des épreuves de 110 mètres haies obtenant une 3e place en séries (avec son meilleur temps en carrière - 16,66 secondes) et étant classé 15e en demi finale.
C'est également un des meilleurs concurrents en 100 mètres plat, ayant obtenu une seconde place avec un temps de 10,70 secondes lors des séries 2011 du championnat d'athlétisme des lycées de Caroline du Nord.
Gurley est considéré comme une recrue quatre étoiles par Rivals.com et est classé 5e meilleur running back de sa classe. Il s'engage avec l'Université de Géorgie pour jouer sous les ordres de l'entraîneur Mark Richt.
| Nom | Ville naissance                 | École sup./Lycée | Taille          | Poids          | 40Y.D.‡ | Date contrat    |
| --- | ------------------------------- | ---------------- | --------------- | -------------- | ------- | --------------- |
| Todd Gurley RB | Tarboro, NC                     | Lycée Tarboro    | 1,85 m (6,1 ft) | 93 kg (205 lb) | 4.4     | 13 janvier 2012 |
| Todd Gurley RB | Scout: Rivals: 247Sports: ESPN: |                  |                 |                |         |                 |
| ‡ signifie course à pied de 40 yards Références : "Rivals.com 2012 Georgia Football Commitments". Rivals.com. Consulté le 16 juillet 2016. "Scout.com 2012 Georgia Football Commits". Scout.com. Consulté le 16 juillet 2016. "ESPN 2012 Georgia Football Commits". ESPN.com. Consulté le 16 juillet 2016. "Scout.com Team Recruiting Rankings". Scout.com. Consulté le 16 juillet 2016. "2012 Team Ranking". Rivals.com. Consulté le 16 juillet 2016. "247sports.com 2012 Georgia Football Commits". 247sports.com. Consulté le 16 juillet 2016. |                                 |                  |                 |                |         |                 |

## Carrière universitaire

### 2012
Gurley commence son année freshman comme remplaçant du redshirt sophomore Ken Malcome.
Lors de son premier match (victoire à domicile contre les Bulls de Buffalo), il gagne 100 yards en 8 courses et inscrit 2 TDs. Il effectue également un retour de kickoff de 100 yards qu'il transforme en touchdown.
Gurley devient titulaire lors du second match de la saison contre les Tigers du Missouri membre de la SEC East et gagne 65 yards en 10 courses.
En fin de saison 2012, Gurley a commencé 12 des 14 matchs de son équipe comme titulaire, a gagné 1 385 yards en 222 courses et a inscrit 17 TDs,.
Contre les Eagles de Georgia Southern, Gurley devient le second true freshman de l'histoire de Georgia à gagner à la course plus de 1 000 yards, le premier étant Herschel Walker en 1980.
Après la saison, Gurley est sélectionné dans l'équipe type de la SEC par l'Associated Press.
Il est l'un des deux running back true freshman à atteindre ce chiffre en 2012, l'autre étant T. J. Yeldon (en) du Crimson Tide de l'Alabama

### 2013
Le 31 août, lors du premier match en déplacement contre les Tigers de Clemson, Gurley réussit la meilleure performance de sa carrière avec un gain de 154 yards en 12 courses tout en inscrivant 2 TDs. Même si les Bulldogs perdent le match 35 à 38, Gurley y réalise une performance impressionnante, notamment grâce au TD de 75 yards à la course qu'il inscrit très tôt en début de premier quart-temps.
En 10 matchs, il gagne 989 yards en 165 courses et inscrit 10 touchdowns.
Après la saison, Gurley est sélectionné dans la seconde équipe type de la SEC par l'Associated Press.

### 2014
Le 9 octobre 2014, Gurley est suspendu indéfiniment par l'Université de la Géorgie à la suite de suspiction de violation des règlements de la NCAA. Après une brève enquête de deux jours, il est prouvé que Gurley avait reçu 3 000 $ pendant deux ans pour signer des souvenirs et des autographes.
Gurley va manquer les matchs contre Missouri et Arkansas avant qu'une suspension définitive de 4 matchs ne soit décidée par la NCAA. Gurley rate donc également les matchs contre la Floride et le Kentucky mais il est éligible pour jouer contre Auburn (match de rivalité). Lors de ce match, il se déchire le ligament croisé antérieur ce qui met un terme à sa saison qu'il termine avec un bilan de 911 yards et 9 TDs.
Gurley décide de renoncer à sa saison senior et de se présenter à la Draft 2015 de la NFL.

### Statistiques NCAA
| Année          | Équipe         | MJ             |     | Courses | Courses | Courses | Courses |       | Passes réceptionnées | Passes réceptionnées | Passes réceptionnées | Passes réceptionnées |  | Fumbles | Fumbles |
| Année          | Équipe         | MJ             | Nb. | Yards   | Moy.    | TD      | Nb.     | Yards | Moy.                 | TD                   | Nb.                  | Perdus               |  |         |         |
| 2012           | Géorgie        | 14             | 222 | 1 385   | 6,2     | 17      | 16      | 117   | 7,3                  | 0                    | 2                    | 1                    |  |         |         |
| 2013           | Géorgie        | 10             | 165 | 989     | 6,0     | 10      | 37      | 441   | 11,9                 | 6                    | 1                    | 1                    |  |         |         |
| 2014           | Géorgie        | 6              | 123 | 911     | 7,4     | 9       | 12      | 57    | 4,8                  | 0                    | 0                    | 0                    |  |         |         |
| Totaux en NCAA | Totaux en NCAA | Totaux en NCAA | 510 | 3 285   | 6,4     | 36      | 65      | 615   | 9,5                  | 6                    | 3                    | 2                    |  |         |         |

## Carrière professionnelle
| Données mesurées lors du NFL Scouting Combine 2015 | Données mesurées lors du NFL Scouting Combine 2015 | Données mesurées lors du NFL Scouting Combine 2015 | Données mesurées lors du NFL Scouting Combine 2015 | Données mesurées lors du NFL Scouting Combine 2015 | Données mesurées lors du NFL Scouting Combine 2015 | Données mesurées lors du NFL Scouting Combine 2015 | Données mesurées lors du NFL Scouting Combine 2015 | Données mesurées lors du NFL Scouting Combine 2015 | Données mesurées lors du NFL Scouting Combine 2015 | Données mesurées lors du NFL Scouting Combine 2015 | Données mesurées lors du NFL Scouting Combine 2015 |
| Taille                                             | Poids                                              | Long. bras                                         | Taille main                                        | 40 yds dash                                        | 10 yds split                                       | 20 yds split                                       | 20 yds shuttle                                     | 3 cone drill                                       | Dét. Vert.                                         | Dét. Long.                                         | D. C.                                              |
| -------------------------------------------------- | -------------------------------------------------- | -------------------------------------------------- | -------------------------------------------------- | -------------------------------------------------- | -------------------------------------------------- | -------------------------------------------------- | -------------------------------------------------- | -------------------------------------------------- | -------------------------------------------------- | -------------------------------------------------- | -------------------------------------------------- |
| 1,85 m 6,1 ft)                                     | 101 kg (222 lb)                                    | 80 cm (31,5 in)                                    | 25 cm (10 in)                                      | -                                                  | -                                                  | -                                                  | -                                                  | -                                                  | -                                                  | -                                                  | à 17 rep.                                          |

### 2015
Gurley est sélectionné en 10e choix global lors du premier tour de la draft 2015 de la NFL par les Rams de Saint-Louis. Il est le premier running back à être choisi lors de cette draft.
La revalidation de Gurley se déroule pendant la pré-saison même s'il s'entraîne sans équipement. Peu de temps après le début de saison, il est déclaré médicalement apte aux contacts par l'équipe médicale des Rams. Le 27 septembre 2015, en 3e semaine, il fait ses débuts en NFL contre les Steelers de Pittsburgh (défaite 6 à 12), il réalise 6 courses pour un gain de 9 yards.
La semaine suivante en déplacement chez les Cardinals de l'Arizona de la NFC Ouest (match de division), il débute lentement avec seulement 2 yards gagnés en première mi-temps. En seconde mi-temps il gagne 144 yards à la course et les Rams gagnent me match 24 à 22,.
Au cours des matchs suivants contre les Packers de Green Bay, les Browns de Cleveland et les 49ers de San Francisco, Gurley va gagner au minimum 128 yards par match,.
Il inscrit son premier touchdown en NFL le 25 octobre 2015 contre les Browns. Avec un total de 566 yards lors de ses quatre premiers matchs comme titulaire, Gurley devient le coureur le plus prolifique sur les quatre premiers matchs depuis la fusion entre l'AFL et la NFL.
Après la victoire 27 à 6 contre les 49ers, le maillot et les crampons de Gurley ont été intronisés au Pro Football Hall of Fame.
En 9e semaine lors de la défaite 18 à 21 en prolongation chez les Vikings du Minnesota, Gurley est limité à 89 yards. En 10e semaine, lors d'une nouvelle défaite 13 à 37 contre les Bears de Chicago, il ne gagne que 45 yards. En 11e semaine, Gurley gagne 66 yards contre les Ravens de Baltimore et inscrit un touchdown mais les rams perdent à nouveau 13 à 16.
Les deux semaines suivantes, il ne gagne que 19 yards (défaite 7 à 31 chez les Bengals de Cincinnati et 41 yards en 9 courses (défaite 3 à 27 chez les cardinals de l'Arizona). En 14e semaine, Gurley gagne 140 yards lors de la victoire 24 à 14 contre les Lions de Détroit.
En 15e semaine (victoire 31 à 23 sur les Buccaneers de Tampa Bay), il ne gagne que 48 yards mais inscrit un touchdown et devient le troisième rookie de l'histoire des Rams à gagner 1 000 yards sur la saison (avec Jerome Bettis et Eric Dickerson). Il s'agissait du dernier match à Saint-Louis des Rams avant que la franchise ne déménage vers Los Angeles. La dernière semaine, Gurley gagne 85 yards lors de la victoire 23 à 17 contre les Seahawks de Seattle, devenant le second rookie des Rams (derrière Dickerson en 1983) à courir plus de 1 000 yards et à inscrire 10 touchdowns.
Gurley termine la saison avec un bilan de 1 106 yards et 10 TDs en 229 courses lors de sa première saison professionnelle.
Le 22 décembre 2015, il est sélectionné pour prendre part au Pro Bowl 2016 avec ses coéquipiers, l'homme de ligne défensif Aaron Donald et le punter Johnny Hekker. Il était un des cinq rookies à être désigner pour le Pro Bowl, avec le cornerback des Chiefs de Kansas City Marcus Peters, le wide receiver/kick returner des Seahawks de Seattle Tyler Lockett, le wide receiver des Raiders d'Oakland Amari Cooper et le quarterback Buccaneers de Tampa Bay Jameis Winston.
Il est classé 22e des 100 meilleurs joueurs de la NFL au terme de la saison 2016 par les joueurs de NFL et est désigné « meilleur rookie offensif de la NFL » par Associated Press.

### 2016
Il s'agit de la première saison des Rams depuis qu'ils sont revenus à Los Angeles. Gurley peine pendant toute sa seconde année au niveau professionnel.
Lors des deux premiers matchs, contre San Francisco et Seattle, Gurley est limité à un total de 98 yards gagnés à la course,. Néanmoins, en 3e semaine contre Tampa Bay, Gurley effectue 28 courses et gagne 85 yards tout en inscrivant 2 touchdowns. Sa performance contre les Buccaneers est sa meilleure performance de la saison. En 4e semaine lors de la victoire contre les Cardinals de l'Arizona 17 à 13, Gurley réceptionne une passe de 33 yards lancée par son QB Case Keenum. Pendant le reste de la saison, sa meilleure performance est de 76 yards contre Miami en 11e semaine.
Les Rams terminent la saison avec un bilan négatif (4 victoires pour 12 défaites). Gurley comptablisie 885 yards (17e de la NFL) soit une moyenne de 55,3 yards par match (une diminution conséquente par rapport à sa première année) et 6 touchdowns,.

### 2017
Après le licenciement de Jeff Fisher et son remplacement par Sean McVay au poste d'entraîneur principal, Gurley semble rebondir après une seconde année assez frustrante pour lui et ses équipiers, l'incitant à solliciter un retour à l'ancien playbook de l'équipe similaire à celui utilisé dans les universités moyennes. Gurley commence la saison 2017 avec une solide performance contre Indianapolis (victoire 46 à 9). Il effectue 19 courses pour un gain de 40 yards et 1 touchdown mais réussit également 5 réceptions pour un gain supplémentaire de 56 yards. En 2e semaine contre Washington (défaite 20 à 27), il effectue 16 courses pour un gain de 88 yards et 1 touchdown ainsi que 3 réceptions pour un gain supplémentaire de 48 yards et 1 autre TD . Gurley réalise son meilleur match de la saison contre San Francisco lors du Thursday Night Football puisqu'il gagne d'une part à la course 113 yards inscrivant 1 touchdown et d'autre part à la réception 36 yards en inscrivant un second TD. Il est désigné à la suite de ce match meilleur joueur offensif NFC du mois de septembre, totalisant 241 yards à la course, 140 yards à la réception et inscrivant 6 TDs. Il continue sur sa lancée la semaine suivante lors de la victoire 35 à 30 contre Dallas avec 215 yards (121 à la course et 94 à la réception) et 1 TD,. N'ayant pas inscrit un seul TD à la réception lors de ses 30 premiers matchs, il en inscrit un lors de ses trois derniers matchs joués. Il mène les statistiques de la NFL au nombre de TDs inscrits ainsi qu'au nombre de yards gagnés à partir de la ligne d'engagement. Gurley est désigné meilleur joueur offensif NFC de la semaine grâce à ses 215 yards inscrits contre les Cowboys. Après n'avoir gagné que 43 yards en 14 courses en 5e semaine contre Seattle, Gurley enregistre pour la troisième fois de la saison plus de 100 yards à la course (121 exactement en 23 courses) contre Jacksonville en 6e semaine.
En 7e semaine lors de la victoire 33 à 0 contre Arizona, il gagne à nouveau plus de 100 yards (106) en 22 courses, effectue 4 réceptions et inscrit 1 TD.
Après une semaine de repos (bye week), les performances de Gurley au cours des cinq matchs suivants se ressemblent. Il effectue un total de 62 courses, gagne 54 yards à la réception en moyenne par match, gagne plus de 100 yards à partir de la ligne de scrimmage lors de 4 matchs et inscrit 3 TDs à la course au total des 5 matchs. En 14e semaine, il gagne 96 yards en 13 courses, inscrivant 1 TD mais également 39 yards à la réception malgré la défaite contre Philadelphie. Contre Seattle en 15e semaine (victoire 42 à 7), Gurley réalise 4 touchdowns (meilleure performance de sa carrière), 3 à la course dont un de 57 yards réalisé sur une 3e tentative pour 20 yards à 30 secondes de la fin de la 1re mi-temps. Il inscrit 24 points lors de ce match, record de points inscrits en un match par un même joueur au cours de la saison 2017 de la NFL. Il est de nouveau désigné meilleur joueur offensif NFC de la 15e semaine.
Le 19 décembre 2017, Gurley est sélectionné comme titulaire pour son second Pro Bowl.
En 16e semaine, Gurley réceptionne 10 passes pour un gain de 158 yards et 2 TDs. À cela il faut ajouter 122 yards gagnés à la course, le classant 1er et 3e de la semaine dans les classements respectifs de la NFL. Cela lui vaut d'être désigné pour la deuxième semaine consécutive meilleur joueur offensif NFC de la semaine,.
Gurley est également désigné (por la seconde fois de la saison) meilleur joueur offensif NFC du mois de décembre.
Les Rams étant qualifiés pour les playoffs de la NFL, Gurley est laissé au repos pour le dernier match permettant à Kareem Hunt de remporter le classement NFL du plus grand nombre de yards gagnés à la course. Gurley reste cependant le coureur ayant inscrit le plus grand nombre de TD de la NFL (13), du plus grand nombre de TDs inscrits (19), du plus grand nombre de yards gagnés à partir de la ligne d'engagement (2093) et du plus grand nombre de yards gagnés au total (2093).
Il termine également la saison comme le joueur (non kicker) ayant inscrit le plus grand nombre de points (114).
Il est le 16e joueur de l'histoire de la NFL à 750 yards gagnés tant à la course qu'à la réception et le 8e à atteindre 1 300 yards à la course et 750 à la réception.
Gurley joue son premier match d'après saison régulière en Wild Card contre Atlanta le 6 janvier 2018 (défaite 13 à 26). Il n'effectue que 14 courses pour un gain de 101 yards,.
Après une saison 2017 extraordinaire, Gurley est désigné meilleur joueur offensif NFL de la saison.

### 2018
Le 14 avril 2018, les Rams activent l'option de cinquième année du contrat de Gurley et le 24 juillet 2018, Gurley signe une extension de contrat de 4 ans pour un montant de 60 millions de $ dont 45 garantis, faisant de lui le running back le mieux payé de la NFL.
En 2e semaine lors de la victoire 34-0 contre les Cardinals de l'Arizona, Gurley inscrit trois touchdowns à la course pour le deuxième fois de sa carrière professionnelle. Il réédite cet exploit en 5e semaine contre Seattle (victoire 33-31) gagnant 77 yards et inscrivant 3 touchdowns à la course. Il est désigné meilleur joueur offensif NFC de la 6e semaine après avoir inscrit 2 touchdowns et gagné 208 yards en 28 courses lors de la victoire 23-20 contre les Broncos de Denver. La semaine suivante, il inscrit à nouveau trois touchdowns (2 par la course et 1 en réception) lors de la victoire 39-10 contre les 49ers de San Francisco. À la suite de ces performances, il est désigné meilleur joueur offensif NFC du mois d'octobre (462 yards et 7 touchdowns à la course ainsi que 157 yards et 2 touchdown en 16 réceptions).
En 10e semaine contre Seattle, Gurley inscrit un touchdown à la suite d'une course de 17 yards et établit le record de la franchise en ayant inscrit au moins un touchdown lors de 13 matchs consécutifs dépassant ainsi le record détenu par Elroy "Crazy Legs" Hirsch (série à 12 matchs). Il inscrit également deux touchdowns et gagne 132 yards à la course en 12e semaine lors du 4e quart temps contre les Lions de Détroit ce qui permet aux Rams de remporter pour la deuxième saison consécutive le tiyre de la Division NFC Ouest. Il est également désigné meilleur joueur offensif NFC de la semaine pour la deuxième fois de la saison 2018. Il ne participe pas aux deux derniers matchs de la saison régulière à la suite d'une inflammation au genou, terminant ainsi avec un bilan de 17 touchdowns et 1251 yards gagnés en 256 courses ainsi que 4 touchdowns et 580 yards supplémentaires gagnés en 59 réceptions,,. Il est sélectionné pour la troisième fois pour le Pro Bowl lors de ses quatre premières saisons NFL et est également sélectionné dans l'équipe type All-Pro.
Lors du tour de division et la victoire 30-22 contre les Cowboys de Dallas, Gurley compile 115 yards et 1 touchdown en 23 courses. Il n'est pas aussi bon lors de la finale de conférence NFC gagnée 29-23 en prolongation contre les Saints de La Nouvelle-Orléans, n'inscrivant qu'un touchdown et ne gagnant que 10 yards en quatre courses ainsi que trois yards en une réception. Les Rams perdent ensuite le Super Bowl LIII 3-13 joué contre les Patriots de la Nouvelle-Anngleterre et Gurley, amoindri par des douleurs au genou, n'y gagne que 35 yards en 10 courses. Le 2 mars 2019, un rapport médical signale que Gurley souffrait d'arthrite au genou gauche.

### 2019
En 2e semaine lors de la victoire 27 à 9 contre les Saints, Gurley gagne 63 yards en 16 courses et inscrit son premier touchdown de la saison. Contre les Buccaneers en 4e semaine (défaite 40-55), il effectue cinq courses en gagnant 16 yards et en inscrivant deux touchdowns. Il réussit également cinq réceptions pour un gain supplémentaire de 54 yards. 
La semaine suivante contre les Seahawks (défaite 29-30), Gurley gagne 51 yards en 15 courses et inscrit deux nouveaux touchdowns. À la mi-saison, il est classé 29e à égalité au  nombre de yards gagnés par la course alors qu'il était classé 1er en 2018 et 4e en 2017. En 11e semaine contre les Bears à l'occasion du Sunday Night Football (victoire 17-7), Gurley gagne 97 yards en 25 courses, marque un touchdown par la course et réussit trois réceptions gagnant 36 yards supplémentaires.
Sur la saison, il totalise un gain de 857 yards et douze touchdowns par la course mais également 207 yards et deux touchdowns en réception.

### 2020

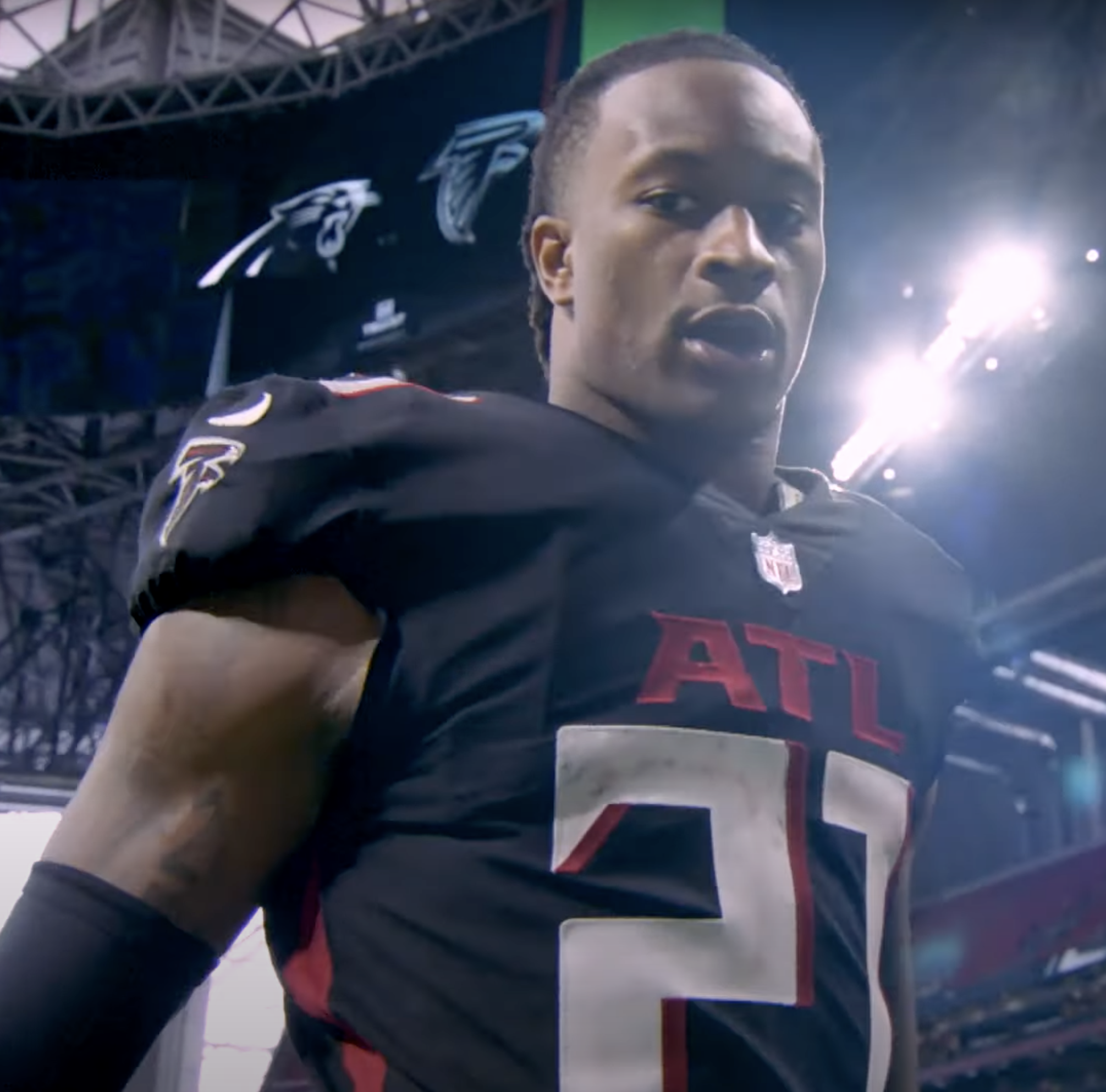
Gurley chez les Falcons en 2020.

Le 19 mars 2020, les Rams annoncent qu'ils libèrent Gurley. Le lendemain, il signe avec les Falcons d'Atlanta un contrat d'un an pour un montant de 5,5 millions de dollars incluant une prime à la signature de 2 millions ainsi qu'un bonus de 500 000 $ s'il inscrit 13 touchdown et gagne 1 000 yards à la course,.
Le premier match de Gurley avec les Falcons se déroule lors de la 1re semaine de la saison régulière contre les Seahawks de Seattle. Pendant ce match (défaite 25-38), il gagne 56 yards en 14 coures et inscrit son premier touchdown de la saison. En 4e semaine contre les Packers de Green Bay à l'occasion du Monday Night Football, il gagne 57 yards en 16 courses et inscrit 2 nouveaux touchdowns (défaite 16-30). La semaine suivante (défaite 16-23 contre les Panthers de la Caroline), il totalise 150 yards de gains et un touchdown. Contre les Lions de Détroit (défaite 22-23), il gagne 63 yards en 23 courses et inscrit 2 touchdowns. Son deuxième touchdown est resté dans les mémoires. Les Falcons étaient menés 14-16 en fin de 4e quart temps. Ils arrivent en zone d'en-but et ont la possibilité de laisser le temps de jeu s'écouler pour ensuite inscrire le field goal de la victoire. Le ballon est cependant remis à Gurley qui progresse et franchi malencontreusement la ligne d'en-but pour inscrire le touchdown. Il reste néanmoins un temps de jeu de 1 minute et 4 secondes, qui permettra aux Lions d'inscrire le touchdown de la victoire,. 
En fin de saison, Gurley totalise un gain de 678 yards en 195 courses et 9 touchdowns ainsi que 164 yards supplémentaires gagnés en 25 réceptions.

### Statistiques en NFL
| Année              | Équipe              | MJ |       | Courses | Courses | Courses | Courses |       | Passes réceptionnées | Passes réceptionnées | Passes réceptionnées | Passes réceptionnées |  | Fumbles | Fumbles |
| Année              | Équipe              | MJ | Nb.   | Yards   | Moy.    | TD      | Nb.     | Yards | Moy.                 | TD                   | Nb.                  | Perdus               |  |         |         |
| 2015               | Rams de Saint-Louis | 13 | 229   | 1 106   | 4,8     | 10      | 21      | 188   | 09,0                 | 0                    | 3                    | 1                    |  |         |         |
| 2016               | Rams de Los Angeles | 16 | 278   | 0885    | 3,2     | 06      | 43      | 327   | 07,6                 | 0                    | 2                    | 1                    |  |         |         |
| 2017               | Rams de Los Angeles | 15 | 279   | 1 305   | 4,7     | 13      | 64      | 788   | 12,3                 | 6                    | 5                    | 2                    |  |         |         |
| 2018               | Rams de Los Angeles | 14 | 256   | 1 251   | 4,9     | 17      | 59      | 580   | 09,8                 | 4                    | 1                    | 1                    |  |         |         |
| 2019               | Rams de Los Angeles | 15 | 223   | 0857    | 3,8     | 12      | 31      | 207   | 06,7                 | 2                    | 3                    | 2                    |  |         |         |
| 2020               | Falcons d'Atlanta   | 15 | 195   | 0678    | 3,5     | 09      | 25      | 164   | 06,6                 | 0                    | 2                    | 0                    |  |         |         |
| Totaux en carrière | Totaux en carrière  | 88 | 1 460 | 6 082   | 4,2     | 67      | 243     | 2 254 | 09,3                 | 12                   | 16                   | 7                    |  |         |         |

| Année              | Équipe              | MJ |     | Courses | Courses | Courses | Courses |       | Passes réceptionnées | Passes réceptionnées | Passes réceptionnées | Passes réceptionnées |  | Fumbles | Fumbles |
| Année              | Équipe              | MJ | Nb. | Yards   | Moy.    | TD      | Nb.     | Yards | Moy.                 | TD                   | Nb.                  | Perdus               |  |         |         |
| 2017               | Rams de Saint-Louis | 1  | 14  | 101     | 7,2     | 0       | 4       | 10    | 2,5                  | 0                    | 0                    | 0                    |  |         |         |
| 2018               | Rams de Saint-Louis | 3  | 30  | 160     | 5,3     | 2       | 4       | 05    | 1,2                  | 0                    | 0                    | 0                    |  |         |         |
| Totaux en carrière | Totaux en carrière  | 4  | 44  | 261     | 5,9     | 2       | 8       | 15    | 1,9                  | 0                    | 0                    | 0                    |  |         |         |

## Trophées et récompenses
- 2012
  - 1re équipe-type de la SEC
- 2013
  - 2e équipe-type de la SEC
- 2015
  - Sélection au Pro Bowl 2016
  - 2e équipe-type All-Pro
  - Membre de l'équipe rookie de la saison par la Pro Football Writers Association (en)
  - Rookie offensif NFL de la saison[111]
- 2016
  - Classé 22e du Top 100 des joueurs NFL
- 2017
  - Sélection au Pro Bowl 2018
  - 1re équipe-type All-Pro
  - Joueur offensif NFC des semaines 4, 15 et 16[112]
  - Joueur offensif NFC du mois de septembre et du mois de décembre 2017
  - Joueur offensif de la saison par l'Associated Press[113]
  - Leader de la NFL au nombre de touchdowns à la course
- 2018
  - Classé 6e du Top 100 des joueurs NFL
  - Sélection au Pro Bowl 2019
  - 1re équipe-type All-Pro
  - Joueur offensif NFC des semaines 6 et 13[112]
  - Joueur offensif NFC du mois d'octobre 2018
- 2019
  - Classé 5e du Top 100 des joueurs NFL
- 2020
  - Classé 51e du Top 100 des joueurs NFL